# Lake Mary (Florida)
Lake Mary város az USA Florida államában, Seminole megyében. Lakosainak száma 16 798 fő (2020. április 1.).

## Népesség
A település népességének változása:

| 2010 | 13 822 |
| 2020 | 16 798 |